# تقعر السفن

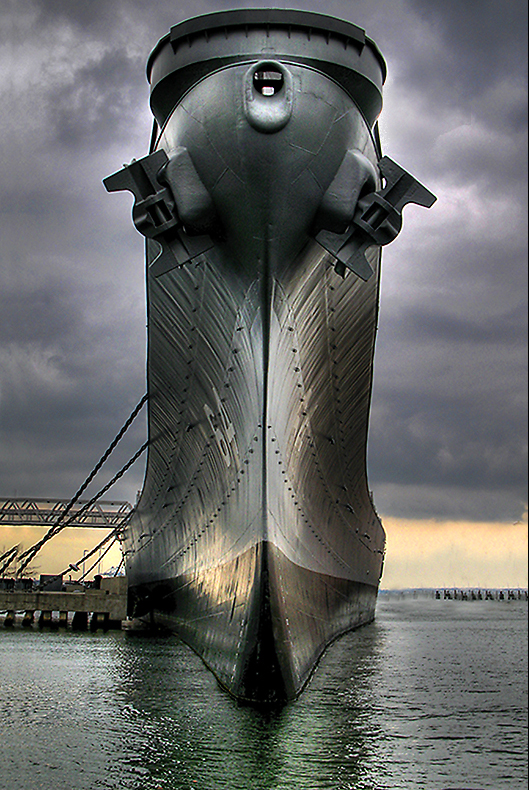
سقينة يو إس إس ويسكونسن.

التوهج هو الزاوية التي تري فيها شكل بدن السفينة أو الألواح الخشبية من الاتجاه العمودي في اتجاه خارجي مع زيادة الارتفاع ( مقعر الشكل ) فيكون بدن السفينة أشبة للعدسة المقعر إذا ما نظر للسفينة من أمامها. يمكن أن تتضمن مزايا طريقة التوهج تحسينات الهيكل وفي الثبات،

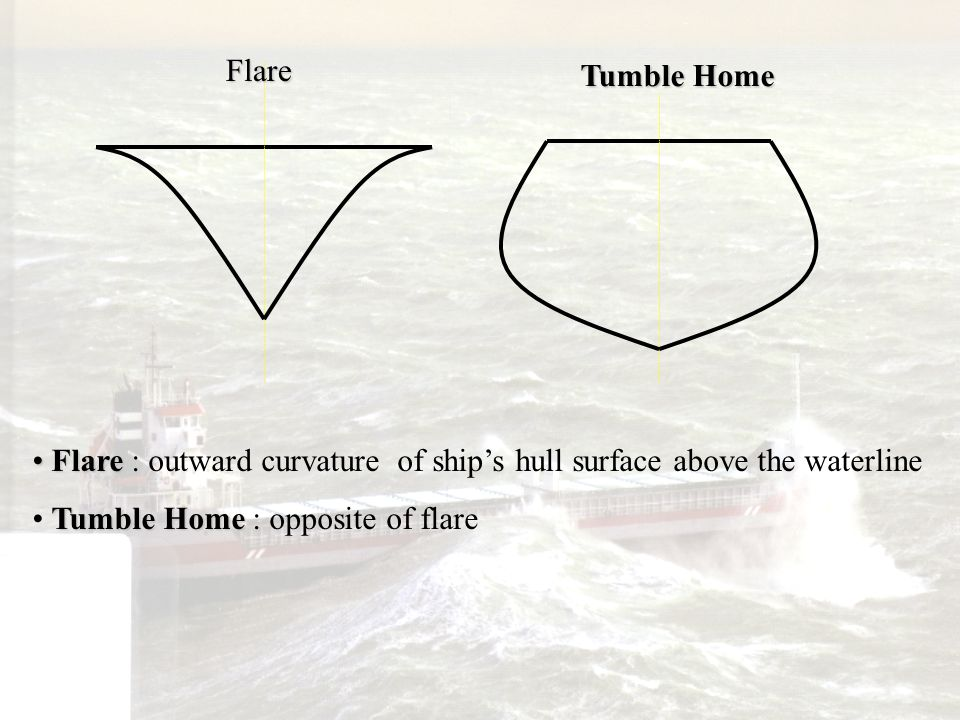
Flare+Tumble+Home.+Flare+ +outward+curvature+of+ship’s+hull+surface+above+the+waterline

 وتقليل حركة السوائل علي جوانب السفينة وغسل بدن السفينة، وملاصقة السفينة للمرافق الموجودة بجانب الرصيف وعادةً ما يكون للبدن المقعر (المتوهج ) مساحة سطح (سفينة) أكبر من المساحة المقطع العرضي عند خط تماس الماء . معظم السفن لديها درجة معينة من التوهج فوق خط الماء، وهذا ينطبق بشكل خاص على السفن البحرية. .
الإنبثاق هو عكس التوهج، حيث يصبح الهيكل أضيق مع زيادة الارتفاع.